# Procès des sorcières féeriques de Sicile

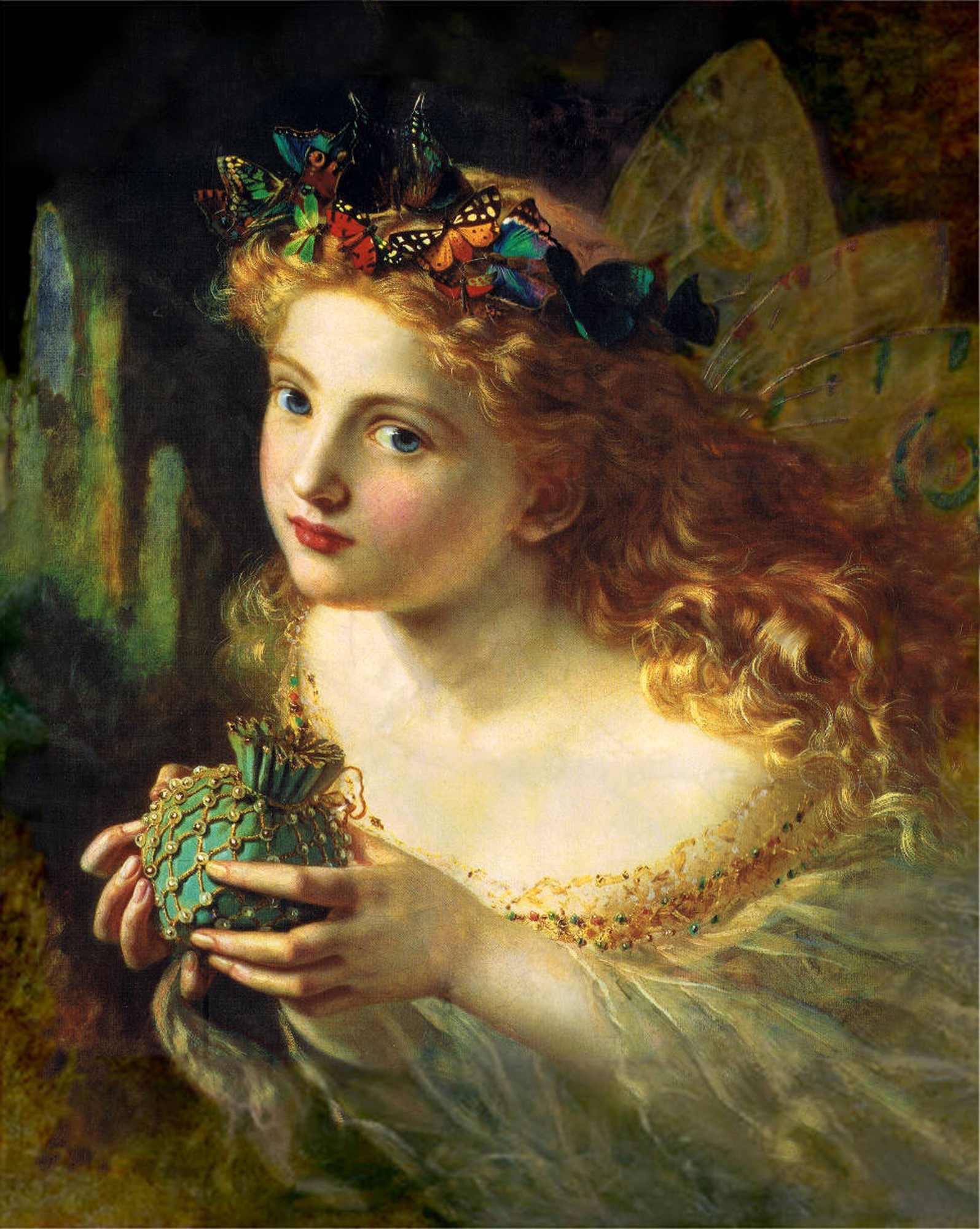
Peinture d'inspiration préraphaélite représentant une fée par Sophie Gengembre Anderson (1823–1903)

Les procès des sorcières féeriques de Sicile se sont déroulés de la fin du XVIe siècle au milieu du XVIIe siècle. Ils représentent un phénomène unique, car dans cette région, les procès de sorcières impliquèrent le folklore des fées.

## Les fées de Sicile
En Sicile, il existait une croyance selon laquelle des fées pouvaient prendre contact avec les humains, souvent les femmes, pour les emmener à Bénévent, au blockula, le lieu de rencontre entre le Diable et les sorcières lors du Sabbat. Les fées étaient appelées les donas de fuera, tout comme les femmes qui les accompagnaient. Elles étaient belles, habillées de blanc, de rouge ou de noir, de sexe féminin ou masculin ; leurs pieds étaient des pattes de chats, des sabots ou d'autres formes rondes. Elles venaient en groupes de cinq ou sept, et une fée mâle jouait du luth ou de la guitare en dansant. Les fées et les humains étaient séparés en plusieurs groupes en fonction de leur noblesse, chacun sous un étendard. 
Chaque mardi, jeudi et samedi, les fées rencontraient les humains de leur groupe dans les bois. En mars, plusieurs groupes se rassemblaient, et leur « Prince » leur apprenaient à être des créatures bienveillantes. Les membres d'une congrégation appelée « Les Sept Fées » étaient capables de se transformer en chats et en « ayodons », capables de tuer.
Les fées pouvaient être assez agressives envers les humains. Dans une histoire, un homme sans rapport avec elles, et ne les voyant donc pas, souffrit d'une crampe douloureuse après avoir trébuché sur une d'elles.

## Les procès des sorcières féeriques
Entre 1579 et 1651 furent enregistrés plusieurs procès en Sicile, cependant leur nombre exact est inconnu à cause de la perte de certains documents. Les résumés des procès, envoyés au Suprema de l'Inquisition à Madrid par le tribunal sicilien, rapportent que 65 personnes, dont 8 hommes, furent jugées pour sorcellerie à cause de leur prétendu rapprochement avec les fées.
L'Inquisition les accusa d'être des sorcières, mais ne prit pas les cas au sérieux, car les accusés ne mentionnaient jamais le Diable dans leurs déclarations. Les autorités associaient fréquemment les réunions avec les elfes à des évènements proches des sabbats de sorcières, mais comme la population locale voyait généralement le phénomène d'un bon œil, l'Inquisition ne poussait pas l'enquête plus loin. Les accusés dirent qu'ils étaient devenus proches des fées parce qu'elles avaient le « sang sucré », et que dans la plupart des cas, ils se rendaient aux réunions d'une façon non-corporelle, laissant leurs corps derrière eux. Ce concept était partagé avec une autre communauté qui subit des pressions de l'Inquisition, les benandantes.
Comparés aux pays voisins, les procès de sorcières en Sicile étaient relativement modérés : dans la plupart des cas, les accusés étaient soit libérés, soit exilés ou emprisonnés, plutôt que condamnés à mort. Bien que les accusés affirmassent que des nobles participaient aux activités, la plupart étaient décrits comme pauvres, et souvent des femmes.
Les accusés ont apparemment témoigné sans être torturés par l'Inquisition. Le folklore féerique était bien ancré à l'époque, et d'après les rapports, les accusés n'avaient pas honte de leurs actions, certains n'ayant même pas réalisé que leurs croyances allaient contre l'Église chrétienne. D'après certains d'entre eux, les fées n'aimaient pas parler du dieu chrétien, ni de la Vierge Marie, mais malgré cela, ils ne voyaient pas leur pratique comme contraire aux valeurs de la chrétienté. L'Inquisition finit par perdre son intérêt envers les fées, et essaya au contraire de faire changer les témoignages des accusés pour leur faire mentionner les sabbats traditionnels des sorcières, qui impliquaient des démons et des diables plutôt que des fées. Ils y parvinrent dans certains cas, mais en général, la croyance profonde de la bienveillance des fées resta ancrée en Sicile longtemps après l'Inquisition.
En 1630, Vicencia la Rosa fut condamnée au bannissement et à l'interdiction à tout jamais de mentionner les fées. Après la condamnation, la Rosa continua à raconter des histoires à propos d'un être féerique, Martinillo, qui l'emmenait à « Bénévent », où elle avait des relations sexuelles. Elle fut arrêtée à nouveau et bannie de Sicile pour le reste de sa vie.

## La femme de pêcheur de Palerme
La femme de pêcheur de Palerme était une Italienne qui fut jugée en 1588 pour sorcellerie par l'Inquisition sicilienne à Palerme en Sicile. Elle déclara être proche des fées et sa confession fut l'une des premières décrivant un contact entre les fées et les humains en Sicile. Des témoignages similaires  se firent fréquents dans les procès des sorcières en Sicile entre la fin du XVIe siècle et le milieu du XVIIe siècle.
Elle raconta que lorsqu'elle avait huit ans, elle avait volé dans les airs avec un groupe de femmes sur des boucs jusqu'à un grand champ dans le royaume de Naples appelé Bénévent, ou un adolescent « rouge » et une belle femme étaient assis sur un trône. Selon son témoignage, ils étaient appelés le Roi et la Reine. Elle affirma que la meneuse des femmes qui l'avaient emmenée là-bas, appelée la Bannière, lui expliqua que si elle s'agenouillait devant le Roi et la Reine et qu'elle leur prêtait allégeance, ils lui donneraient des hommes riches et beaux avec qui elle pourrait faire l'amour, et qu'elle n'aurait pas à vénérer Dieu ni la sainte Vierge. La Bannière ajouta qu'elle ne devrait pas mentionner la Vierge Marie, parce que cela ne se faisait pas en présence des fées. La jeune fille accepta d'adorer le Roi et la Reine, prêta allégeance dans un livre contenant beaucoup de lettres, et promit son âme et son corps au couple. Après cela, un banquet fut installé, et tout le monde mangea, but et fit l'amour ensemble. Elle affirma aussi avoir eu des relations sexuelles avec beaucoup d'hommes, après quoi elle explique s'être réveillée.
Elle dit ne pas avoir été consciente d'être dans le pêché avant que le prêtre ne lui dise que ces choses étaient l'œuvre de Satan. Elle continua tout de même, pour le plaisir que cela lui procurait. Elle ajouta qu'à quelques occasions, les fées venaient la chercher avant qu'elle n'aille se coucher pour éviter que son mari ou ses enfants ne remarquent quoi que ce soit. Elle affirma être éveillée tout le long des événements. Elle expliqua aussi que le Roi et la Reine lui avaient donné de la médecine pour soigner les malades, pour qu'elles puissent gagner de l'argent et sortir un peu de la pauvreté.
Selon l'Inquisition Moderne sous le vocable de fée se cachait bien souvent des démons. Ces croyances, reliquat du « paganisme », devaient être éradiquées. Malgré tout certaines, considérées comme superstitions, n'étaient guère prises au sérieux. Les événements rapportés par la femme de pêcheur étaient donc soit des rêves, auquel cas ils pouvaient tolérer leur histoire sur les fées, soit, si c'était réel, des sabbats de sorcières dans lesquels ce n'étaient pas des fées mais des démons. L'Inquisition posa donc des questions à la femme de pêcheur pour savoir si c'était un rêve ou la réalité. Le rapport cite la conclusion du tribunal : « Tout ceci semble s'être déroulé pour elle comme dans un rêve », et que tout n'avait été qu'un rêve, « aussi loin qu'elle puisse s'en rendre compte ».